# Чиптюн

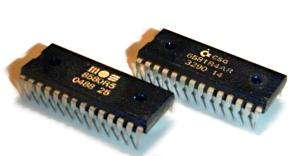
MOS 6581 и 8580 — звукогенераторы компьютера Commodore 64

Чиптюн (англ. chiptune) — электронная музыка, синтезируемая в реальном времени аудиочипом компьютера или игровой приставки (обычно ранних поколений), а не набором музыкальных семплов, записанных с аудиоустройств. Рассветом чиптюна является середина 1980-х и середина 1990-х, при появлении звуковых чипов в первых домашних компьютерах, таких как Commodore 64, ZX-Spectrum и т.д. 
В чиптюне звук кодируется при помощи простейших математических формул, задающих звуковые волны разной длины и шумовой канал. Музыка создавалась не расположением нот на нотном стане, а написанием отдельной программы. Позднее появились специальные программы, как правило, работающие по принципу трекера.
Из-за простоты технологий, максимальное число одновременно воспроизводящихся звуков было невелико — резких, сменяющих друг друга высоких и низких тональностей, образующих аккорд (арпеджио), что делает чип-музыку слишком грубой для восприятия неподготовленного слушателя. Позже термин чиптюн стал применяться и к композициям, в которых пытаются воссоздать звучание старых звуковых чипов на современных системах.
Иногда чиптюнами называют любые трекерные композиции, размер файла которых относительно мал (как правило, не больше нескольких десятков килобайт в несжатом виде для форматов MOD, S3M, XM, IT и т. п.), несмотря на то, что там вместо характерных электронных звуков может быть имитация других музыкальных инструментов с относительно похожим звучанием, например, органа или некоторых синтезаторов.
Развиваясь независимо от музыки, жанр «8 бит» стал популярным. Он отличается использованием звучания, напоминающего восьмибитные аудиочипы, хотя часто включает и "нормальное" звучание, а также звучание, производимое старыми аудиочипами с последующей обработкой. Композиции в жанре «8 бит» обычно распространяются в формате MP3 или аналогичных, в отличие от большинства "традиционных" чиптюнов, которые имеют специфические форматы распространения.

## Форматы
Для чиптюнов «родными» являются не форматы цифровой звукозаписи (MP3, WAV, OGG и т. д.), а следующие:
- трекерные форматы
  - традиционные для PC (MOD, S3M, XM, IT, SUNVOX и т. д.)
  - специфичные для отдельных платформ (STC, PT2 и т. д.)
- дампы программы с модулем (SID, NSF и т. д.)
- дампы, предназначенные для отправки в звукогенератор или его эмулятор (AY, YM, VTX)

Преимущества такой модели распространения состоят в том, что файл с музыкой имеет меньший размер, возможность зацикливания и во многих случаях — возможность доступа к мелодии и инструментам.
Недостатки: необходимость в специальных программах для проигрывания и сильная зависимость звучания от программы-плеера: Dendy имела звук намного худший, чем исходная NES, эмуляторы воспроизводят электронный звук только приблизительно.

## Технология
Список некоторых чипов, использовавшихся в различных системах:
- Ricoh 2A03 использовался в Nintendo Entertainment System (Famicom), в России широко известен нелегальный её клон под маркой Dendy
- Аналого-цифровой гибрид Atari POKEY на Atari 400/800
- MOS 6581 или 8580 на Commodore 64 — сверхпопулярной платформе, заслуженно называемой колыбелью демосцены и чип-музыки
- AY-3-8910 или 8912 на Amstrad CPC, MSX и ZX Spectrum
- SN76489 на Sega Master System / Game Gear, SEGA Mega Drive, Neo Geo Pocket, Colecovision, BBC Micro
- Yamaha YM2149F на Atari ST
- Yamaha YM2612 на SEGA Genesis (SEGA Mega Drive)
- Yamaha YM3812 на IBM PC совместимых
- Paula на Commodore Amiga (с оговорками)

Для MSX выходили различные варианты Konami SCC, Yamaha YM2413 (MSX-MUSIC) и Yamaha Y8950 (MSX-AUDIO, предшественник OPL3) и Moonsound на базе OPL4, каждый имеет своё характерное звучание.
В NES и Game Boy звуковой процессор находится в том же кристалле, что и CPU.
Для создания музыки генерируются звуковые волны различной формы и частоты: синусоида, квадрат, треугольник, «пила» и белый шум. Несколько волн могут накладываться друг на друга и динамически изменяться, создавая простейшие эффекты. Не стоит путать чип музыку и MIDI, так как в MIDI используются лишь ограниченный набор команд в соответствии со стандартом (в основном — ноты и громкость используемых инструментов), инструменты же при воспроизведении берутся из заданных (или предопределённых) наборов, называемых MIDI-банками.

## История
С течением времени мощность компьютеров росла и появилась возможность делать композиции, используя wave-семплы, например, в форматах MOD, XM и др. Однако для экономии места хранения (памяти) наряду с семплами по-прежнему часть инструментов генерировалась в реальном времени.
В демосцене «необходимость» в чиптюнах была изначально и остаётся до сих пор, например, в соревнованиях интро, где программисты экономят каждый байт кода.
По сей день во многих странах (в Европе) и в России проводятся демопати, в которых часто присутствует дисциплина Chiptune и music disk.

## Сегодня
Современные компьютеры способны эмулировать большинство старых компьютеров, игровых консолей, и, отдельно, их звуковые чипы, позволяя проигрывать оригинальные форматы с помощью специализированных плееров, или плагинов для универсальных проигрывателей. Качество эмуляции часто хуже звучания оригинального чипа — многие чипы способны выдавать ультразвук в сотни килогерц, на что не способны современные звуковые карты.
Рeмейки и игры с классическим игровым процессом нередко используют чип-музыку в своем звуковом сопровождении, например, в играх Jets and Guns, Seiklus, и Tetris DS.
Ещё в начале 1990-х годов на платформе Commodore Amiga среди взломщиков программ появилась традиция добавлять в кряки музыку, которая, как правило, из-за небольшого размера, была чиптюном в формате MOD, которые называются демками, а индустрия демосценой. Традиция сохранилась до сегодняшних дней: сейчас, на платформе PC в кряки добавляют чиптюн, но чаще в формате XM.